# Amphimallon mussardi
Amphimallon mussardi är en skalbaggsart som beskrevs av Franz Antoine 1960. Amphimallon mussardi ingår i släktet Amphimallon och familjen Melolonthidae. Inga underarter finns listade i Catalogue of Life.